# 宜野座村野球場
宜野座村野球場（ぎのざそんやきゅうじょう）は、沖縄県国頭郡宜野座村の宜野座村総合運動公園内にある野球場。宜野座村が運営管理を行っている。
2003年より、NPB・阪神タイガースが一軍春季キャンプの拠点として使用している。
2018年より命名権を適用している（後述）。

## 概要

### 球場データ
- グラウンド面積：18,800m2[1]
- 両翼：98m、中堅：122m
- 内野：クレー舗装、外野：天然芝
- 照明設備：照明塔4基
- 収容人員：7,700人（一・三塁側、ネット裏：座席、外野：芝生）[1]
- スコアボード：電光式（LED方式、動画取り込み可能の簡易フリーボード型）

| |  |
| 左：全景（バックスクリーンより）※3塁側スタンド奥が「宜野座ドーム」 右：フィールド（1塁側スタンド上部より）※スコアボード改修前のもの |  |

### プロ野球キャンプ地として
1998年から2002年まで、日本ハムファイターズが宜野座村にて二軍春季キャンプを実施していた。しかし、当時の宜野座村は「二軍のキャンプ地として」ではメディアの露出が見込めないとして、新たに他球団の一軍キャンプの招致を検討していた。一方、当時高知県の安芸市でキャンプを行っていた阪神タイガースは、予てからより温暖な気候の下で春季キャンプを実施したいという意向を持っており、沖縄県内でのキャンプ実施を模索していた。
このような阪神側の事情を知った宜野座村は、日本ハムの二軍キャンプ実施を断り（これに伴い日本ハムは東風平町（現八重瀬町）に二軍キャンプ地を移転）、地元行政や村民を巻き込んでの積極的な誘致活動を行った結果、2003年には宜野座で阪神の一軍春季キャンプが実施されることが決定した。
2006年、多目的屋内施設として「宜野座ドーム」が完成。
2009年2月11日の阪神対日本ハム練習試合では通常練習では開放しない外野芝生席にも観客を入れ、公式戦・オープン戦並みの賑わいを見せた。
2011年2月18日から28日まで、阪神の1次キャンプ終了後、2次キャンプ地として韓国プロ野球ハンファ・イーグルスが利用した。
2014年、バックスクリーンのスコアボードをパネル式からLED電光式に改修。
2015年、一・三塁側の芝生席が座席に改修された。この際、併せて外野フェンスのラバー張替も行った。
2019年、「宜野座多目的スポーツ施設」が新設され、以前まで屋外にあったブルペン、プレハブ施設であったトレーニングルーム、簡易テントであった投手の待機場所などが新たに屋内施設として内包された2階建の鉄筋コンクリート造の多目的施設となった。総工費は5億4千万円。
阪神は、キャンプ中の練習試合などでホームチームとしてこの球場を使用する際、3塁側ダッグアウトを使用している。また外野にはこの期間中限定で、タイガースのオフィシャルスポンサーの企業・団体各社、並びにセ・リーグタイトルパートナーであるJERAの広告幕が貼られている。

### 命名権
2017年12月28日、沖縄県内でホテル事業を展開しているかりゆし（那覇市）が命名権を取得したことにより、2018年1月1日から「かりゆしホテルズボールパーク宜野座」の名称を用いていた。2018年1月1日から4年3カ月間の契約（年額550万円）で、
野球場が「かりゆしホテルズボールパーク宜野座」、ドームが「かりゆしホテルズボールパーク宜野座DOME」の呼称を使用していたが、新型コロナウィルスによる旅客・旅館業の業績悪化などを理由に、かりゆし側から命名権契約満了を1年余しての打ち切りの申し出があり、2021年3月をもって契約打ち切りとなり、以後は一旦元の正式名である「宜野座村野球場」「宜野座ドーム」に戻った。
その間も新たな命名権スポンサーの募集が行われたが、2023年9月28日、人材派遣会社・株式会社エントリーと命名権契約（期間は同年9月1日にさかのぼって2028年3月31日までの4年半）を結び、命名権による名称を「バイトするならエントリー宜野座スタジアム」とすることが発表された。

### サブ球場建設構想
阪神が1軍のキャンプを宜野座で行うようになってからも長年、2軍は安芸タイガース球場（高知県安芸市）を会場としていたが、距離的な問題などから、1軍と2軍の入れ替えが事実上不可能だったため、将来的な1・2軍合同キャンプの実現へ向けて、現在の総合グラウンド陸上競技場とは別に、将来的に野球専用の第2球場の建設計画が予定されたことがあった。

### その他
運動公園の近接地には沖縄県立宜野座高等学校があり、硬式野球部の日常の練習はこの村営球場でも行われている。

## 周辺施設
- 宜野座村総合グラウンド
  - 陸上競技場として設計された多目的グラウンド。トラック内に二面の軟式野球用フィールドがある。
  - 阪神キャンプにおいては、トラックはランニング練習、フィールドは守備練習などに使用される。
- 宜野座ドーム
  - 施設内面積：4,893m2[1]
  - 野球場に隣接した多目的屋内施設。人工芝が敷設されており、軟式野球やソフトボール、フットサル、トレーニングや集会イベントなどに使用される。硬式球の使用は不可。
  - 阪神キャンプの際は、雨天時、基礎トレーニング時などに屋内練習場として使用される[3]。
- ぎのざ打撃練習場
  - 野球場敷地内にある村営バッティングセンター。2014年に新設された。
- 宜野座多目的スポーツ施設
  - 屋内ブルペン、トレーニングルーム、ミーティングルームなどの各施設を内包する2階建の多目的施設。ドームに隣接している。2019年に新設された。
  - ブルペンは、壁にボルダリング用の壁が設置されている他、人工芝の床の一部が可動式となっておりバスケットボールの3x3用のコートとしても使用可能[4]。

## アクセス
- 沖縄バス77番系統名護東線「宜野座高校前」下車
- 111番系統高速バス「宜野座インターチェンジ」下車

（参考：バスマップ沖縄）